# Siebera compressa
Siebera compressa är en flockblommig växtart som först beskrevs av Jacques-Julien Houtou de La Billardière, och fick sitt nu gällande namn av George Bentham. Siebera compressa ingår i släktet Siebera och familjen flockblommiga växter. Utöver nominatformen finns också underarten S. c. filiformis.